# 國立臺南生活美學館
國立臺南生活美學館（原國立臺南社會教育館），是一座位於臺南市的文化展覽場所。

## 歷史

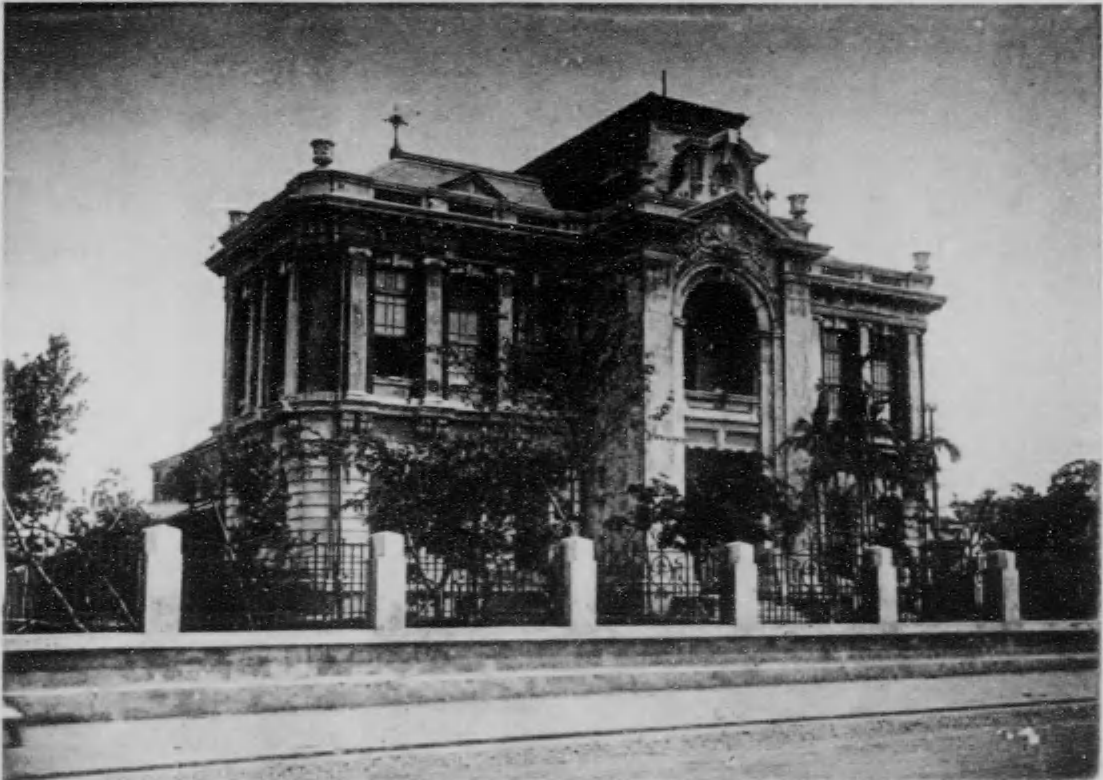
臺南公會堂

國立臺南生活美學館的前身為位於臺南市中區民權路、公園路口的臺南公會堂。該建築物所在地原為清朝道光年間士紳吳尚新的吳園，1911年2月建成「臺南公館」，1923年改稱「臺南公會堂」。
1953年9月，總統令公布《社會教育法》。1954年春季，臺灣省政府依該法規定，在臺南籌設「臺灣省立臺南社會教育館」，並劃定嘉義縣、嘉義市、臺南縣、臺南市、高雄縣、屏東縣、澎湖縣等南部七縣市為輔導區，成為臺灣省政府教育廳所屬之社會教育機構。1954年6月初，組織籌備委員會，由時任教育廳廳長鄧傳楷擔任主任委員，著手規劃籌建館舍。1955年6月11日該館正式成立，並派童家駒為首任館長。
1989年3月，中央核定在臺南市內遷建新館。新館座落於五期重劃區，佔地約2.52公頃。1994年2月，第一期工程「社教行政活動館」完工；同年7月開始搬遷，10月29日舉行剪綵揭幕儀式。1997年5月15日，本館改隸新成立的臺灣省政府文化處。1998年12月，第二期工程「演藝集會展覽館」完工啟用。1999年7月1日，由於精省業務移撥，本館改制為「國立臺南社會教育館」，隸屬於教育部。2004年9月，金門縣納入輔導範圍。
2008年3月6日，改隸屬於行政院文化建設委員會，並更名為「國立臺南生活美學館」。2012年5月20日，行政院文化建設委員會改制為文化部；同年5月25日，本館改隸屬國立臺灣美術館，成為四級機構。

## 歷任館長
- 童家駒
- 武增文
- 書道弘
- 鄭清源
- 蔡先口
- 楊國平
- 林案倱
- 陳柏欽
- 黃瓊瑩（現任）

## 組織
- 館長
- 秘書
- 研究發展組
- 推廣輔導組
- 行政室
- 主計機構
- 人事機構

## 外部連結
- 國立臺南生活美學館（页面存档备份，存于）